# Szymon Tadeusz Przysiecki
Szymon Tadeusz Przysiecki herbu Nowina (zm. 4 maja 1783 roku) – pisarz ziemski połocki w latach 1765-1783, sędzia grodzki połocki w latach 1755-1765, koniuszy połocki w latach 1746-1757/1758.
Poseł na sejm 1782 roku z województwa połockiego.